# Scott Burns
Scott Burns (...) è un produttore discografico e programmatore statunitense.

## Biografia
Scott Burns ha iniziato la sua carriera a Tampa in Florida nel 1984 come mixer dal vivo per band come Obituary e Massacre. Nel 1987 ha ottenuto un lavoro come ingegnere del suono negli studi di registrazione ai Morrisound Recording di Temple Terrace vicino a Tampa. I suoi primi lavori furono Ticket to Mayhem dei Whiplash e l'album Leprosy dei Death. Dopo che Burns aveva già lavorato sull'album Schizophrenia dei Sepultura come ingegnere, gli fu permesso di produrre il loro album Beneath the Remains (1989). Questo è stato il suo primo lavoro come produttore musicale. Molto rapidamente, grazie al suo lavoro per Death, Obituary, Atheist, Cannibal Corpse e Deicide ha ottenuto un alto status nella scena death metal. Oltre alle band locali della Florida, gli inglesi Napalm Death registrarono il loro album death metal Harmony Corruption su di lui. Ha anche prodotto l'album di debutto della band tedesca Atrocity. Divenne famoso per le produzioni per gli Atheist e Testimony of the Ancients dei Pestilence.
Sebbene fosse per lo più impegnato con il suono death metal, rifiutò i Bon Jovi per motivi di tempo, ha lavorato anche per altre band come Savatage e Annihilator. Negli anni '90 la critica crebbe sul suono piuttosto simile delle produzioni di death metal. Anche Scott Burns si stava stancando della scena e si ritirò dalla produzione attiva nel 1998, lavorando solo saltuariamente.
(Scott Burns, 1998)
Il suo ultimo lavoro è stato per gli Obituary, con il quale ha registrato l'album di reunion Frozen in Time (2005). Da allora si è concentrato sul suo nuovo lavoro di programmatore.
Negli anni '90, una foto incrociata di Scott Burns fungeva da logo per la campagna anti-Mosh del fondatore del gruppo norvegese dei Mayhem Øystein "Euronymous" Aarseth. Lo slogan era "No fun, no core, no mosh, no trends" ed è stato presentato in tutte e nove le versioni dalla label discografica di Aarseth Deathlike Silence Productions (DSP). Con "Anti-Mosh", il giovane emergente movimento Black Metal voleva distinguersi dalla produzione di Burns, che a suo parere stava diventando sempre più commerciale, e Death Metal.
Ha prodotto in tutto 131 album dal 1985, quasi tutti gruppi death metal (e sottogeneri), ha interrotto la carriera di produttore musicale nel 2005 per diventare programmatore informatico. Scott Burns vive attualmente in una villa di Los Angeles, non lontano da Hollywood.

### Attività come doppiatore
Dal 2002 al 2006, Scott Burns ha esercitato anche il ruolo di doppiatore, doppiando Bowser in alcuni videogiochi della serie Mario di Nintendo, tra i quali si ricorda Mario Slam Basketball.

## Album prodotti
N.B: lista incompleta
- Acheron - Rites of the Black Mass (1992)
- Assück - Anticapital (1991)
- Assück - Blindspot (1992)
- Assück - Misery Index (1996)
- Atheist - Piece of Time (1989)
- Atheist - Unquestionable Presence (1991)
- Atrocity - Hallucinations (1990)
- Cancer - To the Gory End (1990)
- Cancer - Death Shall Rise (1991)
- Cannibal Corpse - Eaten Back to Life (1990)
- Cannibal Corpse - Butchered at Birth (1991)
- Cannibal Corpse - Tomb of the Mutilated (1992)
- Cannibal Corpse - The Bleeding (1994)
- Cannibal Corpse - Vile (1996)
- Cynic - Demo (1990)
- Cynic - Demo (1991)
- Cynic - Focus (1993)
- Death - Leprosy (1988)
- Death - Spiritual Healing (1989)
- Death - Human (1991)
- Death - Individual Thought Patterns (1993)
- Deicide - Sacrificial demo (1989)
- Deicide - Deicide (1990)
- Deicide - Legion (1992)
- Deicide - Once Upon the Cross (1995)
- Deicide - Serpents of the Light (1997)
- Demolition Hammer - Tortured Existence (1991)
- Devastation - Idolatry (1991)
- Disincarnate - Soul Erosion (demo) (1992)
- Exhorder - Slaughter in the Vatican (1990)
- Faxed Head - Faxed Head (1992)
- Gordian Knot - Emergent (2003)
- Gorguts - Considered Dead (1991)
- Gorguts - The Erosion of Sanity (1993)
- The Guff - Refuse To Crawl (1991)
- Hellwitch- Syzygial Miscreancy (1990)
- Hideous Corpse - Demented (1992)
- Internal Bleeding - Voracious Contempt (Mixing) (1996)
- KMFDM - Glory (remixed "Move On") (1993)
- Jason Rawhead - Dehumanized (1995)
- Loudblast - Disincarnate (1991)
- Loudblast - Sublime Dementia (1993)
- Malevolent Creation - The Ten Commandments (1990)
- Malevolent Creation - Retribution (1992)
- Malevolent Creation - In Cold Blood (1997)
- Master - Master (1990)
- Master - On the Seventh Day God Created ... Master (1991)
- Monstrosity - Millennium (1996)
- Napalm Death - Harmony Corruption (1990)
- Napalm Death - Suffer the Children (1991)
- Nasty Savage - Miscellaneous Releases  (1985–1989)
- No Return - Contamination Rises (1992)
- Obituary - Slowly We Rot (1989)
- Obituary - Cause of Death (1990)
- Obituary - The End Complete (1992)
- Obituary - World Demise (1994)
- Obituary - Frozen in Time (2005)
- Overthrow - Within Suffering (1990)
- Pestilence - Testimony of the Ancients (1991)
- Psychotic Waltz - Mosquito (1994)
- Psychotic Waltz - Bleeding (1996)
- Raped Ape - Terminal Reality (6 song mini album) (1992)
- Resurrection - Embalmed Existence (1993)
- Sadus - Elements of Anger (1997)
- Solstice - Solstice (1992)
- Sean Malone - Cortlandt (1996)
- Sepultura - Beneath the Remains (1989)
- Sepultura - Arise (1991)
- Sepultura - Third World Posse (1992)
- Six Feet Under - Haunted (1995)
- Slap of Reality - Fletch (1991)
- Skeletal Earth - Eulogy for a Dying Fetus (1991)
- Speckmann Project - Speckmann Project (1992)
- Suffocation - Effigy of the Forgotten (1991)
- Suffocation - Pierced from Within (1995)
- Suffocation - Despise the Sun (1998)
- Terrorizer - World Downfall (listed as engineer) (1989)
- Transmetal - Dante's Inferno (1993)
- Transmetal - Mexico Barbaro (1996)